# Canthidermis sufflamen
Espèce
Le baliste océanique (Canthidermis sufflamen) est une espèce de poisson osseux de la famille des Balistidés.

## Description
Il est de couleur grise avec des nageoires bleutées. Sa taille maximale est de 65 cm.  La femelle pond ses œufs sur un « nid » au fond de l'eau, que la femelle (parfois le mâle) garde farouchement. Il se nourrit de plancton ou de petits organismes.

## Biotope
Il s'observe en pleine eau entre 5 et 60 m de profondeur, près des tombants ou secs. Il vit en solitaire ou en petits groupes.

## Répartition
Atlantique occidental : du Canada au Massachusetts ; des Bermudes et du nord du golfe du Mexique à l’Amérique du Sud. 
Atlantique central et oriental : les Roches de Saint-Paul, l’Ascension, le Cap-Vert, São Tomé,  Sainte-Hélène.